# My Runway
My Runway (마이 런웨이?, Ma-i reon-we-iLR) è una webserie sudcoreana trasmessa su MBC Dramanet dal 20 al 31 dicembre 2016. Internazionalmente è distribuita da Netflix.

## Trama
Han Seo-yeon è una vivace studentessa delle superiori che sogna di diventare una modella, ma teme di essere respinta a causa della propria altezza. Partecipando ai casting per una sfilata di moda conosce Na Jin-wook, uno dei modelli più richiesti dall'industria, che la tratta duramente poiché la ritiene troppo bassa per riuscire a passare le selezioni. Mentre si riprende dalla delusione in un karaoke bar insieme alla sua migliore amica Na-rae, Seo-yeon si imbatte nuovamente in Jin-wook, e una scossa elettrica provoca uno scambio di corpi tra i due.

## Personaggi e interpreti
- Han Seo-yeon, interpretata da Park Ji-yeon
- Na Jin-wook, interpretato da Kang Dong-ho
- Yoon Jae-bum, interpretato da Kang Chul-woong
- Wang Rim, interpretata da Ahn Bo-hyun
- Yang Chun-sik, interpretato da Hak Jin
- Park Na-rae, interpretata da Jo Hye-ryung
- Claude Bong, interpretato da Jo Jae-yoon